# ليزا فيشر
ليزا فيشر (بالإنجليزية: Lisa Fischer )‏ (و. 1958  م) هي مغنية مؤلفة، وعازفة قيثارة، ومنشدة، وشاعرة غنائية أمريكية، ولدت في نيويورك، تستخدم آلات قيثارة.

## التعليم
تعلمت في ثانوية الموسيقى والفن.

## وصلات خارجية
- ليزا فيشر على موقع IMDb (الإنجليزية)
- ليزا فيشر على موقع ميوزك برينز (الإنجليزية)
- ليزا فيشر على موقع ميوزك برينز (الإنجليزية)
- ليزا فيشر على موقع أول ميوزيك (الإنجليزية)
- ليزا فيشر على موقع ديسكوغز (الإنجليزية)
- ليزا فيشر على موقع ديسكوغز (الإنجليزية)
- ليزا فيشر على موقع قاعدة بيانات الفيلم (الإنجليزية)
- ليزا فيشر في قاعدة بيانات الأفلام على الإنترنت